# 幽霊船

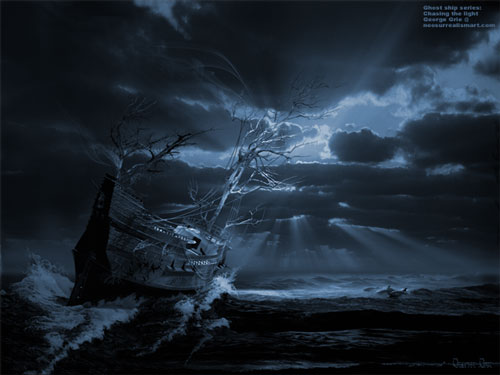
幽霊船として語られるイメージ

幽霊船（ゆうれいせん）とは、怪奇現象の一つ。幽霊が操舵しているとされる船舶のことである。
怪談の一種として世界各地で語られている。

## 内容

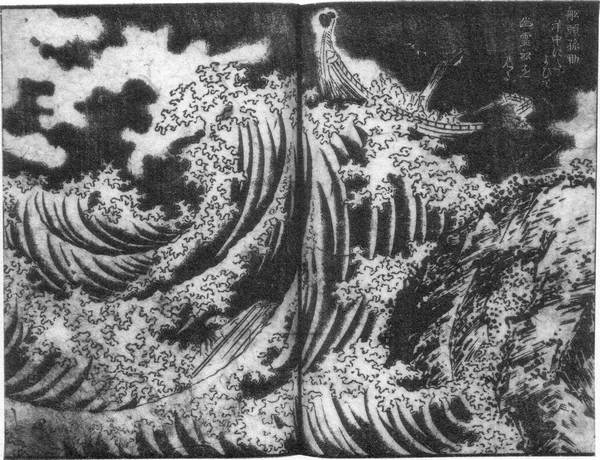
葛飾北斎『北越奇談』より「船頭孫助洋中にたゞよひて幽霊船を見る」。宝暦年間に新潟沖の荒海に現れたとされる幽霊船が描かれている。

たいていの場合、船員の口から「洋上を航行中に見た」として語られる。出現時間帯としては夜に出現することが多いが、昼間に霧が出てその霧の中から出現するというパターンもある。帆船であることが多い。船体の各部が著しく損傷している上に乗組員が全く乗っていないが、見えない何らかの力が働き、沈没せずに航行している。
航行中の船舶と船員に危害を加えることはないが、その姿を見ればいかに豪胆な海の男といえども恐怖に身をすくませ、ただ呆然と見送ることしかできないという。また避けようとして舵を切り座礁する、あるいは幽霊船を見た者がその後不幸に襲われるなどのバリエーションがある。
日本では船幽霊と呼ばれる海上の怪異が知られているが、その中でもその名の通り船の幽霊として船舶の姿で海上に現れるものがあり、これが幽霊船とも呼ばれている。出没する時代に応じて帆船や汽船などが現れるといい、主に夜に現れるが、夜であっても船自体が光を発しているので船体の細部まで見えるという。北陸地方の奇談集『北越奇談』によれば、宝暦年間で新潟沖に来た船が大風を受けて乗員が海に投げ出されたところ、ボロボロの船が死者のように痩せ衰えた者たちを乗せて現れ、一晩中出没を繰り返したという。
ホラー以外のパターンとして実は幽霊船を装った、あるいは幽霊船に勘違いされた海賊の船だったといったものも存在する。
実例として、沿岸から無人の船舶が波でさらわれたり、航行中に乗組員が何らかの理由で船を放棄したり、何らかの理由で乗組員が全員死亡するか行方不明となったり、救命胴衣も命綱もつけずに操業していた漁師が船から転落したなどで、長期にわたり発見されないまま船舶が海上を漂流することがある。集団密航を計った船が漂流し、密航者が行方不明や船内で死亡したまま海上を漂流しているようなケースもある。

## 主な幽霊船
- フライング・ダッチマン - イギリスの伝承上の幽霊船。
- オクタヴィウス（英語版） - イギリスの貿易船。1762年に西から北西航路を通過しようとしたとされ、1775年にグリーンランド沖にて乗組員全員死亡した状態で発見された。
- メアリー・セレスト - 1872年にアゾレス諸島の西側にて無人で漂流しているのを発見された帆船。近代海洋ミステリー事件で代表的な事件の一つ。アーサー・コナン・ドイルはこれを元にフィクション一篇をしたためている（『ドイル傑作集II-海洋奇談編』新潮文庫 1982年）。
- 志自岐 - 1919年に種子島南方にて座礁、後に沈没し乗員の多数が死亡、行方不明となる。その後、種子島の漁師が夜間漁に出た際に大型船が航行できないような場所を電気を灯して通る姿を度々目撃されると言う伝承がある。
- キャロル・ディアリング号 - 1921年に米ノースカロライナ州沖暗礁に座礁、無人状態で発見された。遭難状況が緊急退船避難の必要な状態では無かった為、乗組員の行方がミステリーとされた。
- 良栄丸遭難事故 - 1926年に日本の小型木造漁船良栄丸が乗組員全員死亡した状態で遭難失踪し、約11か月後に米国シアトル沖で発見された事件。エンジン故障を復旧できず、救難信号を発する設備は無く、非常用設備の帆走は季節の気象状況で難航し漂流状態に陥り遭難した。
- ベイチモ号 - 1931年に米アラスカ沿岸で叢氷に閉じ込められ、乗員避難後海上に放棄されその後30年以上無人で漂流した。
- 漁運丸 - 東日本大震災の津波によって漂流した。

## 幽霊船が登場する作品の一例
小説・演劇など
- 『さまよえるオランダ人』 - オランダの伝説。伝説を題材にしたリヒャルト・ヴァーグナーによる歌劇が有名。
- 『老水夫行』 (en:The Rime of the Ancient Mariner) - サミュエル・テイラー・コールリッジの長編詩。
- 『ナンタケット島出身のアーサー・ゴードン・ピムの物語』 - エドガー・アラン・ポーの小説。
- 『ゆうれい船』 - 大佛次郎の小説。映画化されたほか、『海の次郎丸』のタイトルでテレビドラマ化もされた。
- 「幽霊船に乗って」 - 熊木杏里の楽曲。シングル春の風収録。

映画
- 『パイレーツ・オブ・カリビアン/デッドマンズ・チェスト』/『パイレーツ・オブ・カリビアン/ワールド・エンド』 - 2006年に公開された米国の海賊映画。「フライング・ダッチマン号」が登場。
- 『ゴースト/血のシャワー』 - 第二次大戦中に使われ、戦後何十年にも渡って北大西洋上を漂流するナチの拷問船が舞台のホラー映画。
- 『映画 ゴーストシップ 呪われた豪華客船』 - 呪われた豪華客船＝幽霊船が舞台のホラー映画。
- 『海賊戦隊ゴーカイジャー THE MOVIE 空飛ぶ幽霊船』 - 海賊戦隊ゴーカイジャーの映画化作品。宇宙海賊を名乗るゴーカイジャーが幽霊船船長・ロスダークと戦う。

特撮
- 『ウルトラQ』- 第12話「鳥を見た」に登場。998年前の船が幽霊船となり、古代怪鳥ラルゲユウスとともに時間を超えてさまよっている。

アニメ・漫画
- 『小さなバイキングビッケ』 -25話「ゆうれい船をやっつけろ」で登場。1974年放送のアニメーション作品。実際にはただの遭難船だったが、侵入したバイキングたちの恐怖心と触れて動いた船内の物との連鎖でパニックが起きる。
- 『空飛ぶゆうれい船』 - 石ノ森章太郎の短編「ゆうれい船」を原作としたアニメーション映画。
- 『ドラえもん のび太の海底鬼岩城』 - 藤子・F・不二雄の漫画およびそれを原作としたアニメーション映画。実際には金塊を積んで沈没した当船を、海底人が陸上人の捜索によるバミューダ海域への侵入を避けるために移動させていただけである。
- 『それいけ!アンパンマン ゆうれい船をやっつけろ!!』 - やなせたかし原作のアニメーション映画。
- 『映画 ふたりはプリキュア Max Heart』 - 魔女が幽霊船に乗って進撃してくる。強力なエネルギー砲を放つことができる

ゲーム
- 『ドラゴンクエストIII そして伝説へ…』 - エニックスのコンピュータRPG。
- 『聖剣伝説3』 - スクウェアのコンピュータRPG。
- 『グランディア』 - ゲームアーツのコンピュータRPG。
- 『ゼルダの伝説 夢幻の砂時計』、『ゼルダの伝説 風のタクト』 - 任天堂のアクションアドベンチャーゲーム。
- 『ドラゴンシャドウスペル』 - フライト・プランのシミュレーションRPG。
- 『バイオハザード リベレーションズ』 - カプコンのアクションゲーム。
- 『ファイナルファンタジーXII レヴァナント・ウイング』 - 初期のミッションで幽霊船のような飛行艇（実際は空賊船を）奪取する。
- 『テイルズ オブ ヴェスペリア』 - バンダイナムコのゲーム。物語の中で幽霊船アーセルム号に遭遇する。